# Pascal Ladner
Pascal Ladner (* 2. September 1933 in Basel; † 23. Dezember 2021 in Freiburg im Üechtland) war ein Schweizer Historiker.

## Leben und Wirken
Der Sohn eines Kaufmanns wuchs in Basel auf. Er studierte Geschichte und Germanische Philologie an der Universität Basel sowie an der Sorbonne und der École des chartes in Paris. Im Jahr 1959 wurde er in Basel mit einer Arbeit über das Basler St.-Albankloster promoviert und erwarb gleichzeitig das Gymnasiallehrerdiplom. Von 1960 bis 1962 arbeitete er als wissenschaftlicher Mitarbeiter am Mittellateinischen Wörterbuch der Bayerischen Akademie der Wissenschaften in München. 
Im Jahr 1962 erhielt er einen Lehrauftrag für historische Hilfswissenschaften an der Universität Freiburg im Üchtland. Ein Jahr später folgte die Habilitation. Im Jahr 1964 wurde er als Nachfolger von Hans Foerster ausserordentlicher und 1967 ordentlicher Professor an der Universität Freiburg. Dort lehrte er als Mitbegründer des Mediävistischen Instituts bis zu seiner Emeritierung 2003. Von 1966 bis 1968 war er zudem ausserordentlicher Professor an der Universität Bern. Er war seit dem Jahr 1980 persönlich gewähltes Mitglied der Zentraldirektion der Monumenta Germaniae Historica. 
Ladner machte sich vor allem mit Editionen einen Namen. Das Gesamtwerk Ladners erstreckt sich thematisch vom Frühmittelalter bis zum spätmittelalterlichen Scholastiker Heymericus de Campo. Thematisch befasste er sich mit der Abtei St. Gallen im Frühmittelalter, der St. Galler Annalistik und vor allem mit Notker I. Ladner verfasste zahlreiche Artikel für das Lexikon des Mittelalters. Er legte 2003 eine Edition der Freiburger Handfeste von 1249 vor.

## Schriften (Auswahl)
Monografien
- Das St.-Albankloster in Basel und die burgundische Tradition in der Cluniazenserprovinz Alemannia (=  Basler Beiträge zur Geschichtswissenschaft. Bd. 80). Helbing & Lichtenhahn, Basel 1960 (zugleich: Basel, Universität, Dissertation, 1959).

Quellenwerke
- Iter helveticum. Teil I: Die liturgischen Handschriften der Kantons- und Universitätsbibliothek Freiburg, beschrieben von Josef Leisibach, 1976. Teil II: Die liturgischen Handschriften des Kantons Freiburg, beschrieben von Josef Leisibach, 1977. Teil III: Die liturgischen Handschriften des Kapitelsarchivs in Sitten, beschrieben von Josef Leisibach, 1979. Teil IV: Die liturgischen Handschriften des Kantons Wallis, beschrieben von Josef Leisibach und François Huot, 1984.
- mit Ruedi Imbach: Heymericus de Campo. Opera selecta (= Spicilegium Friburgense. Texte zur Geschichte des kirchlichen. Bd. 39). Universitätsverlag Freiburg Schweiz, Freiburg/CH 2001, ISBN 3-7278-1314-8.
- Die Handfeste von Freiburg im Üchtland. Einleitung und Edition. In: Hubert Foerster, Jean-Daniel Dessonnaz (Hrsg.): Die Freiburger Handfeste von 1249. Edition und Beiträge zum gleichnamigen Kolloquium 1999 (= Scrinium Friburgense. Bd. 16). Universitätsverlag Freiburg Schweiz, Freiburg/CH 2003, ISBN 3-7278-1393-8, S. 11–247.